# Pierre Souvestre

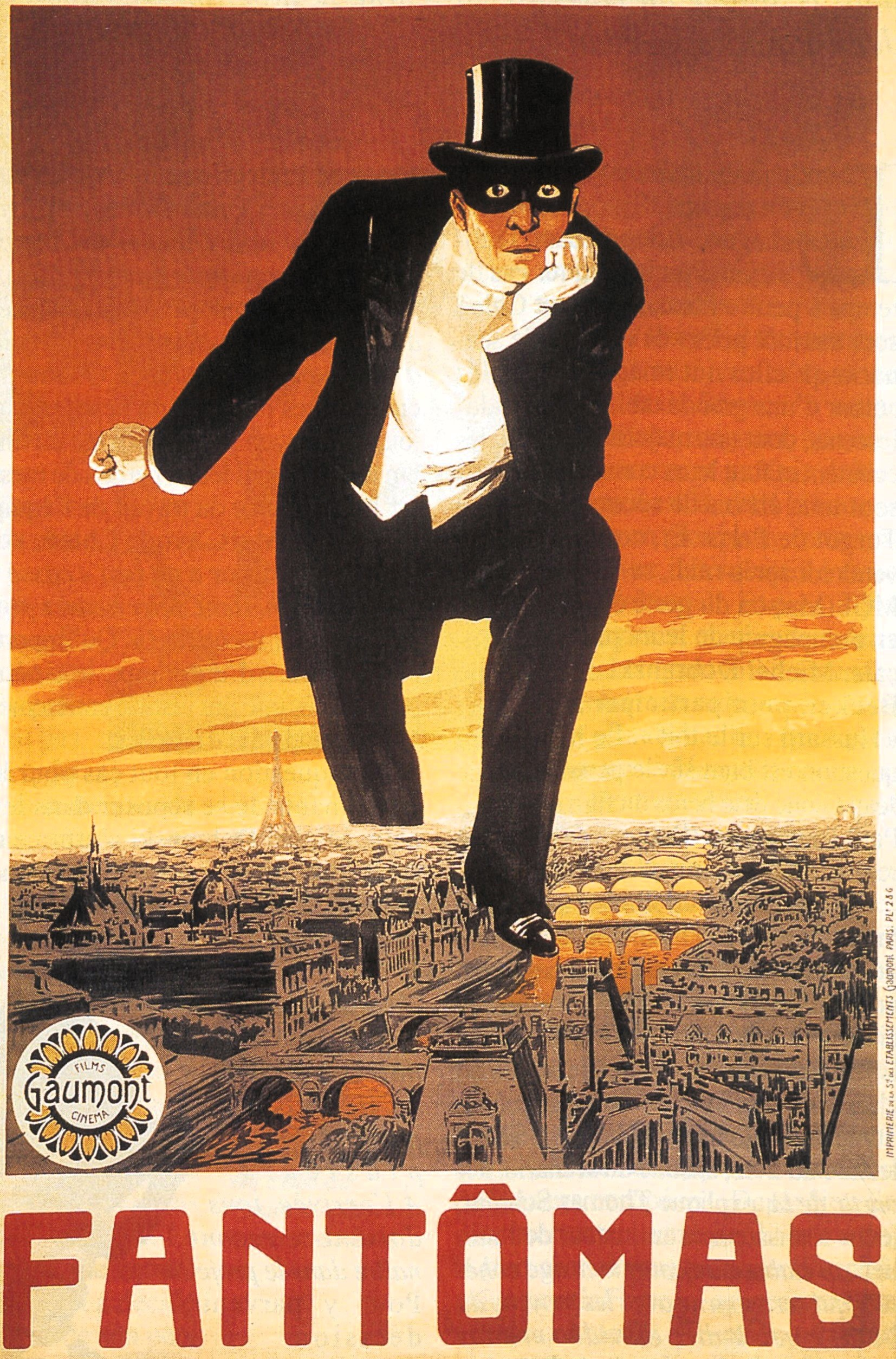
Fantomas

Pierre Souvestre, (Plomelin, Finisterre, Bretanya, 1 de juny de 1874 - París, 25 de febrer de 1914) fou un advocat, periodista i escriptor, conegut per haver creat, juntament amb Marcel Allain (1885-1970), el personatge de ficció Fantômas, el geni del mal (1911) i famós delinqüent de la novel·la policíaca.
Aquest malvat criminal ha generat pel·lícules, sèries televisives i còmics.
Alguns autors afirmen que el personatge de Fantomas va estar inspirat en un cas real. Es tractaria d'Eduard Arcos Puig, nascut a Nova York de pares mallorquins. La seva vida aventurera sembla increible. Dominava diversos idiomes (entre els quals el català de la varietat mallorquina.